# عقد إلكتروني

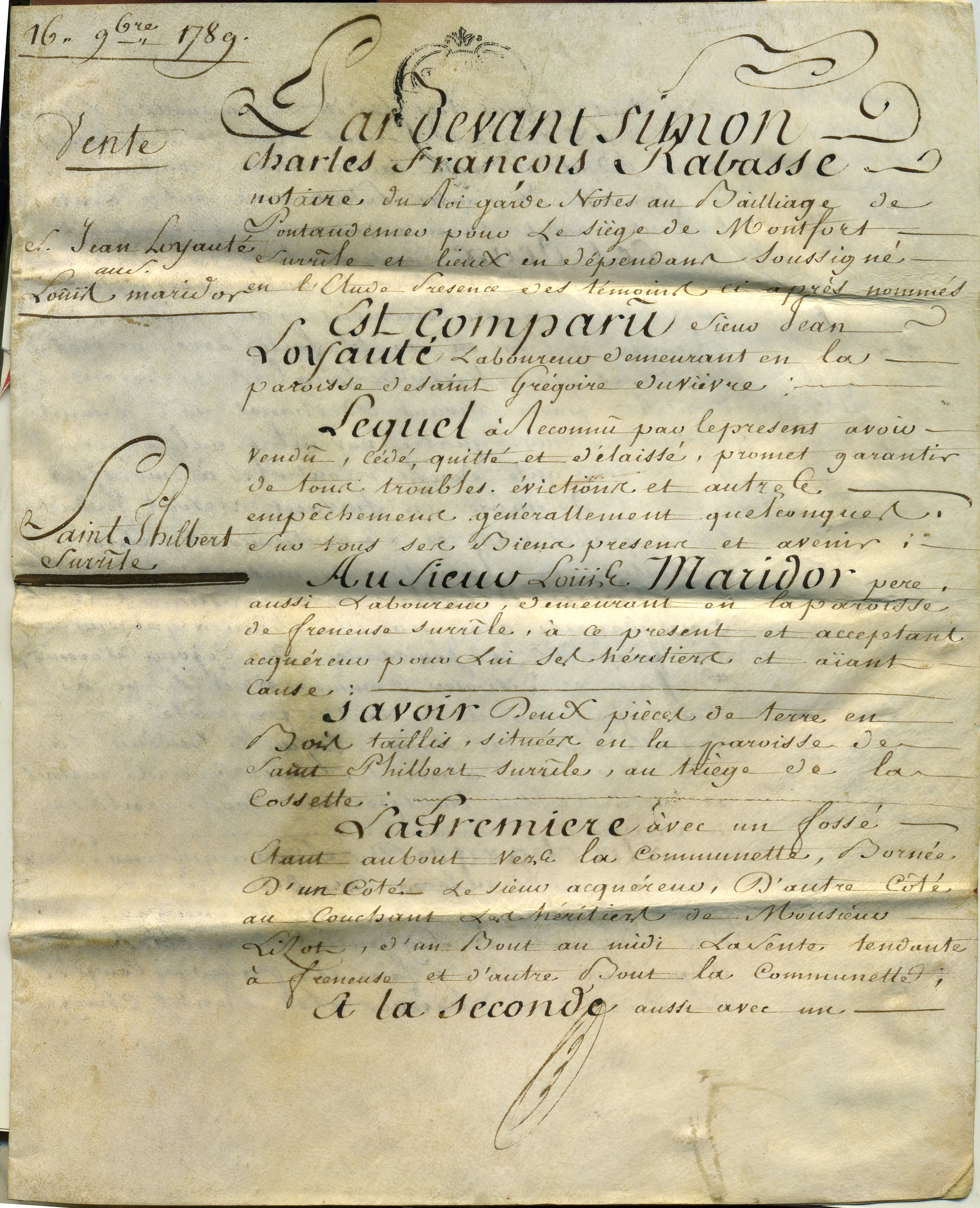

العقد الإلكتروني ييبرم دون حاجة إلى التواجد المادي للأطراف أي عدم وجود مجلس للعقد حقيقي بل افتراضي فقط، فهو بذلك يندرج ضمن طائفة العقود المبرمة عن بعد، حيث يتم تبادل الإيجاب والقبول عبر شبكة الإنترنت لذلك فهو فوري ومعاصر.
والعقد الإلكتروني تعتمده التجارة الإلكترونية كأساس لها ويرتبطان ارتباطا وثيقا، إلا أن وجه الاختلاف بينهما يكمن في الوسيلة التي ينعقد بها كل واحد منهما، فالعقد الإلكتروني يستوجب الطريقة الإلكترونية عبر شبكة دولية مفتوحة للاتصال عن بعد.

## مزايا العقد الإلكتروني
يمكن عقد البيع الإلكتروني من تجنب مجموعة من المصاريف، وكسب الوقت حيث يوفر الجهد والسرعة في التعاقد، مما يسهل التعاملات التجارية المعروفة بالسرعة
تمتاز التصرفات المبرمة من خلال شبكه الإنترنت:
1_عالميه: تغطي كافه أنحاء العالم ولا تقتصر على منطقه جغرافية محددة
2_الانفتاحيه: الحق لكل الأفراد الاشتراك بها بشرط عد مخالفه أنظمة وقوانين الاشتراك.

## وثيقة أصلية إلكترونية في فرنسا
القانون رقم 230-2000 المؤرخ في 13 مارس 2000 المتعلق بتكييف قانون الإثبات مع تكنولوجيا المعلومات والمتعلق بالتوقيعات الإلكترونية المعدل للمادة 1369 من القانون المدني، مضيفًا أن الفعل الأصيل "يمكن تحريره على الوسائط الإلكترونية إذا تم تثبيته وحفظه وفقًا للشروط التي يحددها مرسوم من مجلس الدولة".
وأوصى منتدى حقوق الإنترنت في رأيه الصادر في 18 نوفمبر 2003 باعتماد مراسيم حسب المهنة. صدر مرسوم يتعلق بالتوقيعات الإلكترونية لأول مرة في مارس 2001 تلاه مرسومان في أغسطس 2005 بشأن التوثيق الإلكتروني للمحضرين وكتاب العدل.
وفي وقت لاحق تم الحصول على شهادة التوقيع الإلكتروني الآمن من قبل كاتب العدل الفرنسي في 12 سبتمبر 2007، وهي أول مهنة في أوروبا مجهزة بها. راجع: التوقيع الإلكتروني الموثق المعتمد والبيان الصحفي الصادر عن المجلس القومي للموثقين بعنوان "توقيع أول سند موثق على الوسائط الإلكترونية"

## المشاكل القانونية
إشكالية التعرف على هوية المتعاقد، ومدى أهليته للتعاقد، وكذلك مدى إرادته للتعاقد، وهل هو أهل لهذا التعاقد أم لا. إضافة إلى إشكالية تحديد المسؤوليات. من الإشكاليات القانونية للعقد الإلكتروني مسألة تنازع الاختصاص خاصة أن البيع يتم بين متعاقدين كلا منهما في مكان مختلف عن الآخر خاصة وأن الإيجاب صدر في مكان أقترن بقبول في مكان آخر وتبرز هذه المشكلة في التعاملات الدولية أو العابرة للقارات حيث يواجه المشتري بالعقد الإلكتروني ما يشبه بعقود الإذعان إذا أنه بصدور القبول منه معناه قبوله بكل ما يحمله العقد من شروط ربما لا يكون اطلع عليها أو ضغط على أيقونة موافق دون أن يدري المحتوى ولذلك تجده ملزما بما وافق عليه وهنا يذعن لشروط التقاضي والقانون الواجب التطبيق علاوة على شروط أخرى ربما لم يدركها ولم يعلم بها.

## مظاهر الخصوصية أيضا في العقد الإلكتروني
يتم باستخدام الوسائط الإلكترونية، وهي الوسيلة التي يتم من خلالها إبرامه في شبكة الاتصالات الإلكترونية، فالعقد الإلكتروني لا يختلف من حيث الموضوع والأطراف عن العقود التقليدية، فهو ينصب على كافة الأشياء والخدمات التي يجوز التعامل فيها
يكتسب عقد البيع الإلكتروني الصفة التجارية من خلال الممارسة الاعتيادية للأعمال التجارية عبر الوسائل الإلكترونية غالبا ما يطبع العقد الإلكتروني طابع دولي حيث يجعل معظم دول العالم في حالة اتصال دائم على الخط، فهو في هذه الحالة يحتضن أشخاص من دول مختلفة، مما يثير بعض الإشكاليات خاصة فيما يتعلق بكيفية التحقق من شخصية المتعاقد وهويته ومدى اكتمال أهليته للتعاقد، إضافة إلى إشكالية معرفة القانون الواجب التطبيق 
*-* يجب ضروريا الاتي: يجب أن تكون هناك ضمانه قانونية تخرجنا من تنازع القوانين لأثبات الحق وهو شرط بالعقد خضوع المنازعة لنظم التحكيم دوليا كان أو وطنيا في مقر ومكان المنازعة.

## أركان عقد البيع الإلكتروني
أول ملاحظة يمكن استخلاصها من النعت الذي ينعت به هذا النوع من العقود هو كونه إلكتروني، أي أنه يبرم عبر شبكة الإنترنت، ثم يتم تنفيذه ماديا على أرض الواقع، وبما أنه عقد بين طرفين أو أكثر، فلابد له من أركان تجعله صحيحا ومنتجا لجميع آثاره
يتطلب صحة التراضي دون أن يلحقها عيب من عيوب الإرادة، إضافة إلى سبب ومحل مشروعين وجميع شروط تحديد المسؤولية المتعلقة بالمتعاقدين، إلا أن تواجد كل طرف في منطقة جغرافية مختلفة عن منطقة الطرف الآخر، يجعلنا نلحظ بعض التغييرات والاختلافات في أركان عقد البيع الإلكتروني عند مقارنته بعقد البيع العادي أو التقليدي

## صحة التراضي في عقد البيع الإلكتروني
إذا كان في عقد البيع العادي يمكن الاطلاع على هوية المتعاقد، ولمسها من خلال المشاهدة المادية في مجلس العقد، فإنه في عقد البيع الإلكتروني تطرح بعض الصعوبات، حيث يصعب التعرف على هوية المتعاقد والتحقق منها، مما يعرض البائع لمخاطر التعاقد مع القاصر أو ناقص الأهلية.
لكن وإعمالا لمبدأ حسن النية بين الأطراف، يلتزم التاجر بالإفصاح عن بياناته كاملة، حيث يلجأ أغلب البائعين والتجار، وبالخصوص شركات البيع عبر الإنترنت، إلى وضع استمارة إلكترونية في الصفحة الخاصة بالبيع، يلتزم المشتري بملء البيانات الخاصة به فيها، تفاديا للمعاملة مع منعدمي أو ناقصي الأهلية (الاسم – النسب – رقم البطاقة الوطنية – السن – العنوان – وإن اقتضت الضرورة رقم البطاقة البنكية...).

## إثبات العقد الإلكتروني
يلعب الإثبات في العقود الورقية والعقود الإلكترونية على حد سواء، دورا مهما وحاسما في تحقيق العدالة والحفاظ على حقوق المتعاقدين.
وعموما تتمثل وسائل إثبات العقود الإلكترونية فيما يلي:
 +الكتابة الإلكترونية.
 +التوقيع الإلكتروني
الكتابة الإلكترونية نوعان: إما عرفية، أو رسمية
الوثيقة الإلكترونية العرفية: لكي تعتبر الوثيقة الإلكترونية العرفية وسيلة للإثبات، يجب ان تتضمن الشروط التالية:
+ تعريف الشخص الذي صدرت عنه الوثيقة.
+ أن تحمل توقيعا مؤمنا ومعرفا به، ويفيد في التزام صاحبه بمضمونها.
+ أن تحمل تاريخا تابتا ناتجا عن التوقيع الإلكتروني المؤمن

## التزامات البائع
تتعدد التزامات البائع سواء في فترة التفاوض، أو مباشرة بعد ابرام العقد، أو خدمات ما بعد البيع، لكن أبرز التزام يقع على عاتق البائع هو التزامه بتسليم البضاعة، إلا أن الإخلال بهذا الالتزام يرتب بعض الآثار تعود على البائع مثل:
- الالتزام بتسليم البضاعة
- الالتزام بنقل الملكية
- الالتزام بتسليم المبيع
- الالتزام بضمان المبيع

## التزامات المشتري
يعتبر عقد البيع عقدا ملزما للجانبين، البائع والمشتري، فالتزامات البائع تقابلها التزامات المشتري حيث يتحمل المشتري التزامين أساسيين:
- الالتزام بدفع الثمن.
- الالتزام بتسلم المبيع.

## إحصائيات
لقد بلغ حجم التجارة الإلكترونية في العالم  حوالي 80% من حجم التجارة الإلكترونية في العالم. وتراوحت قيمة التجارة بين مؤسسات الأعمال في الاتحاد الأوروبي بين 185 مليار دولار و200 مليار دولار في عام 2002، كما أن التجارة الإلكترونية بين مؤسسات الأعمال قد وصلت في أوروبا الوسطى والشرقية إلى حوالي 4 مليارات دولار في عام 2003. وقد نمت هذه التجارة بشكل متسارع في منطقة آسيا والمحيط الهادئ من حوالي 120 مليار دولار في عام 2002 إلى حوالي 300 مليار دولار بنهاية عام 2003. وفي أمريكا اللاتينية بلغت قيمة الصفقات التجارية بين مؤسسات الأعمال على الشبكة مباشرة 6.5 مليارات في عام 2002.
إن نسبة الذين يشترون بواسطة الشبكة مباشرة كانت أعلى في الولايات المتحدة الأمريكية والمملكة المتحدة وشمال أوروبا الغربية خلال الفترة 2000-2001، إذ بلغت نسبت مستخدمي الشبكة بعمليات شراء على الشبكة مباشرة حوالي 38%.

## مشاكل عدم التعامل بالعقد الإلكتروني
1. عدم وجود وعي لما يمكن أن توفره تكنولوجيا المعلومات والتجارة الإلكترونية، والافتقار إلى ثقافة مؤسسات أعمال منفتحة على التغيير والشفافية
2. عدم كفاية البنية التحتية للاتصالات اللاسلكية والوصول بشبكة الإنترنت أو ارتفاع كلفة الوصول إلى شبكة الإنترنت
3. الافتقار إلى الأطر القانونية والتنظيمية المناسبة
4. المقاومة الثقافية للتجارة الإلكترونية على شبكة الإنترنت

## روابط خارجية
- فيلم ثروة - عن التجارة الإلكترونية على يوتيوب